# Coragyps
Coragyps is een geslacht van vogels uit de familie van de gieren van de Nieuwe Wereld (Cathartidae), dat de zwarte gier (Coragyps atratus) en twee uitgestorven verwanten bevat.
Het geslacht Coragyps werd in 1853 geïntroduceerd door de Franse natuuronderzoeker Emmanuel Le Maout om plaats te bieden aan de zwarte gier. De naam combineert het Oudgriekse korax dat 'raaf' betekent met gups dat 'gier' betekent.
Eén uitgestorven soort is Coragyps occidentalis, een grotere voorouderlijke verwant van de moderne soort die gedurende een groot deel van het Pleistoceen in Noord-Amerika leefde. Genetisch bewijs duidt er echter op dat Coragyps occidentalis misschien geen echte eigen soort is. De andere soort is Coragyps seductus, bekend uit het Pleistoceen van Cuba.

## Soorten
- Coragyps atratus  – Zwarte gier

### Uitgestorven in hetpleistoceen
- † Coragyps occidentalis
- † Coragyps seductus